# Campang Tiga (Sidomulyo)
Campang Tiga is een bestuurslaag in het regentschap Lampung Selatan van de provincie Lampung, Indonesië. Campang Tiga telt 3047 inwoners (volkstelling 2010).